# Eudorella gottliebi
Eudorella gottliebi är en kräftdjursart som beskrevs av Mihai Bacescu 1961. Eudorella gottliebi ingår i släktet Eudorella och familjen Leuconidae. Inga underarter finns listade i Catalogue of Life.